# Microsorum longissimum
Microsorum longissimum är en stensöteväxtart som beskrevs av John Smith, Fée. Microsorum longissimum ingår i släktet Microsorum och familjen Polypodiaceae. Inga underarter finns listade.